# Grażyna Świątecka
Grażyna Maria Świątecka (ur. 27 listopada 1933 w Myszyńcu) – polska lekarka, specjalistka w zakresie kardiologii, nauczycielka akademicka i działaczka społeczna, profesor nauk medycznych, twórczyni Gdańskiego Telefonu Zaufania „Anonimowy Przyjaciel”. Dama Orderu Orła Białego.

## Życiorys
Urodziła się jako córka Witolda i Emilii, nauczycieli pracujących w Myszyńcu. W 1940 wywieziona do ZSRR, przebywała w miejscowościach obwodów archangielskiego i kujbyszewskiego, a następnie w Stawropolu. W połowie lat 40. powróciła do kraju, zamieszkała w Warszawie, a później w Sopocie. Grażyna Świątecka uczęszczała w tym mieście do Szkoły Podstawowej nr 1 oraz do I Liceum Ogólnokształcącego. W 1958 ukończyła studia medyczne na Wydziale Lekarskim Akademii Medycznej w Gdańsku. Pracowała na macierzystej uczelni w Zakładzie Mikrobiologii (1957–1958), jako asystent na Oddziale Wewnętrznym Szpitala Morskiego w Gdyni Redłowie (1959–1960). Od 1960 pracowała w III Klinice Chorób Wewnętrznych Akademii Medycznej w Gdańsku, początkowo jako asystent. W 1966 doktoryzowała się, od 1967 była zatrudniona na stanowisku adiunkta. W 1984 uzyskała stopień doktora habilitowanego nauk medycznych, od 1987 była zatrudniona na stanowisku docenta, a od 1991 na stanowisku profesora. 20 października 1994 otrzymała tytuł profesora nauk medycznych. Specjalizowała się w zakresie chorób wewnętrznych (I i II stopnia odpowiednio w 1965 i 1969) oraz kardiologii (w 1995).
Była kierownikiem II Kliniki Chorób Serca (1992–2004) oraz dyrektorem Instytutu Kardiologii (1999–2004). Autorka lub współautorka kilkuset publikacji naukowych, m.in. redaktor pięciu publikacji książkowych. Współtworzyła i pełniła funkcję redaktora naczelnego periodyku „Elektrofizjologia i Stymulacja Serca”. Wchodziła w skład zarządu Polskiego Towarzystwa Kardiologicznego.
W 1992 zainicjowała utworzenie Polskiego Towarzystwa Pomocy Telefonicznej, którego została prezesem. Jest twórczynią Gdańskiego Telefonu Zaufania „Anonimowy Przyjaciel”. Weszła w skład komitetu wspierającego kandydaturę Karola Nawrockiego na prezydenta RP w wyborach w 2025.
Autorka publikacji zawierającej wspomnienia z okresu dzieciństwa.

## Odznaczenia i wyróżnienia
- Order Orła Białego (w uznaniu znamienitych zasług w upowszechnianiu idei wrażliwości na potrzeby drugiego człowieka i bezinteresownej pomocy, za osiągnięcia w podejmowanej z pożytkiem dla kraju pracy zawodowej i służbie społeczeństwu polskiemu, 2019)[9][7]
- Krzyż Oficerski Orderu Odrodzenia Polski (za wybitne zasługi dla rozwoju polskiej kardiologii, 2004)[10]
- Krzyż Kawalerski Orderu Odrodzenia Polski (za wybitne zasługi dla rozwoju medycyny, za osiągnięcia w pracy naukowej i badawczej, 1998)[11]
- Złoty Krzyż Zasługi (1981)[5]
- Krzyż Zesłańców Sybiru[12]
- Medal Komisji Edukacji Narodowej (2001)[5]
- Medal św. Wojciecha (2019)[13]
- Medal „Gloria Medicinae” (2008)[14]
- tytuł honorowego obywatela gminy Myszyniec (2021)[12]